# Liselott Hagberg
Astrid Liselott Hagberg (ur. 26 października 1958 w Uddevalli) – szwedzka polityk, działaczka Liberałów, w latach 2006–2012 trzecia wiceprzewodnicząca Riksdagu.

## Życiorys
Po ukończeniu szkoły średniej kształciła się na kursach prowadzonych przez Kościół Szwecji, w którego strukturach pracowała w latach 1985–2002. Zaangażowała się w działalność polityczną w ramach Ludowej Partii Liberałów. Wchodziła w skład lokalnych i regionalnych władz tego ugrupowania. W latach 1991–2002 była radną miejską w Nyköping. W wyborach w 2002 po raz pierwszy została wybrana do Riksdagu. Reelekcję uzyskiwała w 2006 i 2010, zasiadając w szwedzkim parlamencie do 2012. Od 2006 pełniła funkcję trzeciej wiceprzewodniczącej Riksdagu. W 2012 odeszła z parlamentu, obejmując stanowisko gubernatora regionu Södermanland, które zajmowała do 2019.